# Fyziologický ústav Akademie věd České republiky
Fyziologický ústav AV ČR, v. v. i. (FGÚ), je jedním z ústavů Sekce biologických a lékařských věd Oblasti věd o živé přírodě a chemických věd Akademie věd České republiky.

## Historie
Fyziologický ústav vznikl 1. ledna 1954 na základě dřívějšího neurofyziologického oddělení Ústředních biologických ústavů a po založení Československé akademie věd (1952) pak sekce Biologického ústavu ČSAV. U zrodu ústavu stáli profesoři Zdeněk Servít a Arnošt Gutman.
V roce 1956 byla připojena laboratoř Otakara Poupy a vznikla struktura ústavu založená na čtyřech odděleních:
- fyziologie centrálního systému
- fyziologie spinální míchy a nervosvalového systému
- vývojové fyziologie
- adaptací organismu na faktory vnějšího prostředí

Tato struktura přetrvala až do roku 1980. Mezi dalšími zde působil například neurovědec Jan Bureš, první český vědec, který se stal členem Národní akademie věd USA.
V čele ústavu se postupně vystřídali Zdeněk Servít (1954–1969), Jiří Křeček (1970), Ladislav Vyklický (1970–1980) a Zdeněk Drahota (1980–1989). Poslední jmenovaný vytvořil v ústavu dva sektory (Neurovědy, Vývojová fyziologie), později též třetí (Molekulární a buněčné fyziologie), namísto dosavadních oddělení.
Nový ředitel Bohuslav Ošťádal (1989–1995) pak sektory zrušil a jednotlivá oddělení byla podřízena přímo řediteli. V letech 1995–2003 zastával ředitelskou funkci Pavel Mareš a poté 2003–2010 Jaroslav Kuneš, poté od roku 2010 Lucie Kubínová. Od roku 2015 je ředitelem Jan Kopecký.

## Struktura
Vědecký program ústavu je v současné době formován do okruhů Molekulární a buněčná fyziologie, Kardiovaskulární fyziologie a Neurovědy. V rámci těchto okruhů pracují následující vědecká oddělení:
- Analýza fyziologicky aktivních látek
- Biochemie membránových receptorů
- Bioenergetika
- Biofyzika membránového transportu
- Biologické kontroly
- Biologie tukové tkáně
- Biomatematika
- Biomateriály a tkáňové inženýrství
- Buněčná a molekulární neuroendokrinologie
- Buněčná neurofyziologie
- Experimentální hypertenze
- Funkce epitelu
- Funkční morfologie
- Genetika modelových onemocnění
- Kardiovaskulární morfogeneze
- Membránový transport
- Molekulární neurobiologie
- Neurofyziologie paměti
- Neurohumorální regulace
- Neurochemie
- Početní neurovědy
- Proteinové struktury
- Vývojová epileptologie
- Vývojová kardiologie

Dále je zde pět servisních oddělení, která částečně slouží i dalším ústavům Akademie věd ČR (v rámci areálu v Praze-Krči):
- Oddělení chovu, ustájení a zoohygieny laboratorních zvířat
- Oddělení radiometrie
- Technické provozy
- Středisko vědeckých informací
- Hospodářská správa